# 牧野城 (三河国)
牧野城（まきのじょう）は、愛知県豊川市牧野町丁畑付近に15世紀頃に牧野氏により築城された中世の日本の城。四国から移り住んだと云われる田蔵系の牧野氏が最初に築いた城とされる。豊川市指定文化財。
三河国二葉松には、牧野村古屋敷；牧野古白。三州古城記には、牧野古城；牧野古白。と紹介されている。

## 概要
築城は付近を流れている豊川の当時の流れに望む自然堤防の地形を利用して行われたと推定されている。
また、城主は三河国宝飯郡の有力者、牧野成富・牧野古白入道（成時）の親子2代が城主であったとされる。牧野成富は四国の田口氏の一族と伝えられ、宝飯郡中條郷牧野村に移り住んで土着豪族となり、やがてこの牧野城を築いたものという。
成富の子牧野古白は共通の主君と伝える一色時家の長山一色城を押領した波多野全慶を明応2年（1493年）に倒して長山一色城に入城し、更に瀬木城を築城するなど、その勢力を伸ばして東三河の国人領主に成長した。やがて、城主の古白は今川氏に属して永正2年（1505年）には渥美郡の豊橋市域に今橋城を築城して本拠をそこに移したので、この牧野城はその頃に廃城されたと伝えられている。
しかし、この城の使用されていた当時の史料は現存しておらず、城主などについても、『牛窪密談記』や『宮嶋記』などの後年の史料によるものである。
現在は土地改良区に指定されたために農地整備により敷地を切り取られ過去の面影をほとんど留めていないが、土塁を含む遺構の一部が平成7年（1995年）2月13日には豊川市により指定文化財に指定された。

## 発掘調査
城域は現地の圃（ほ）場整備実施のために平成5年（1993年）5月から地元豊川市教育委員会によって、牧野城本丸跡を中心に約3000m2の地域を発掘調査した。その結果、
1. 本丸と推定される地域の北側・西側・南側より堀跡が現れ、城域は南北は約102m、東西は北堀で約72m・南堀で約84mの台形をしていたとあらためてその規模が確認された。
2. 本丸東端より約20mを隔てたその外周、及び現存の本丸土塁の東側20mに新たな堀の存在が発見された（堀幅は4-5m、深さ2.5-3m）。
3. その土塁の外側に新発見の堀のさらに外側に浅い堀らしきものが別に現れた。
4. 本丸の東外側の新発見の堀（外堀）の底部にW形の構造が見られた。

発掘調査の成果から、従来は屋敷城、すなわち単郭の掻揚城と思われていた牧野城は、やはり、主郭を囲む土塁と周濠による単郭の掻揚城であったことが改めて確認された。
さらに、東側外堀のW形の堀底には甲斐武田氏の築城法との類似点も指摘され、「今川氏と交流の深い牧野氏の城に進歩的な武田氏の築城術の導入がいかになされたのか」という新たな課題も浮かんだ。（現在は圃場整備が終了し、土塁の一部を除き牧野城跡は消滅した）
なお、発掘調査の結果に基づき想定された城の縄張りは諸国古城之図（広島藩の浅野氏が、宝暦13年（1767年） - 寛政11年（1799年）に作製）にある牧野城の絵図（図面のみで何も説明が無い）とはかなり異なるものだった｡